# هانس مونش (موزع)
هانس مونش (و. 1893 – 1983 م) هو موزع (موسيقى)، وملحن، وقائد جوقة، ومعلم موسيقى، وعازف بيانو، وعازف أرغن، وعازف كمان جهير سويسري، ولد في ميلوز، يستخدم آلات أورغن، وكمان جهير، وبيانو، توفي عن عمر يناهز 90 عاماً.